# Алейск
Але́йск — город (с 1939 г.) в Алтайском крае России. Административный центр Алейского района, в состав которого не входит. Образует городской округ город Алейск как единственный населённый пункт в его составе.
Распоряжением Правительства РФ в 2014 году включён в число моногородов, в которых имеются риски ухудшения социально-экономического положения.

## Этимология
Основан в середине XVIII века как деревня Алейская; название происходит от гидронима реки Алей (гидронимы с начальным Ал- не имеют объяснения от известных языков; A. П. Дульзон относил их к числу палеосибирских).
Есть версия, что река имеет название от имени сына хана Кучума, которого звали Алей

## География
Расположен на восточной окраине Приобского плато, на левом берегу реки Алей (левый приток Оби) при впадении реки Горёвки, в 125 км к юго-западу от Барнаула на федеральной автомагистрали А322 Барнаул — Рубцовск — граница с Республикой Казахстан. Через город проходит Турксиб.

### Часовой пояс
Алейск находится в часовой зоне МСК+4. Смещение применяемого времени относительно UTC составляет +7:00.

## История
Земли по берегам реки Алей отошли к России в XVII веке. В 1913 году к северо-западу от села Малопанюшева (ныне в черте города) был основан посёлок при железнодорожной станции Алейская на строящейся Туркестано-Сибирской железной дороге. В 1926—1938 годах — посёлок городского типа Алейск.
В январе 1939 года указом Президиума Верховного Совета РСФСР присвоен статус города. Росту Алейска способствовало развитие пищевой и перерабатывающей отраслей промышленности.

## Климат
Климат умеренно-холодный, по классификации климатов Кёппена — влажный континентальный климат (индекс Dfb) с равномерным увлажнением и тёплым летом. Значительное количество осадков, даже в засушливые месяцы часто бывает дождь. Зима холодная и длительная. Самый холодный месяц — январь со средней температурой −15 °C. Самый тёплый месяц — июль со средней температурой +20 °C. Годовая сумма осадков: 478 мм.
Абсолютный минимум температуры (-46.5 °C) зарегистрирован 7 января 2001 года. Абсолютный максимум (+41.6 °C) зарегистрирован 5 июля 1997 года.
| Показатель                                                              | Янв.  | Фев.  | Март  | Апр. | Май  | Июнь | Июль | Авг. | Сен. | Окт.  | Нояб. | Дек.  | Год   |
| ----------------------------------------------------------------------- | ----- | ----- | ----- | ---- | ---- | ---- | ---- | ---- | ---- | ----- | ----- | ----- | ----- |
| Абсолютный максимум, °C                                                 | 4,0   | 7,0   | 22,0  | 32,0 | 38,0 | 37,4 | 41,6 | 38,3 | 34,2 | 28,8  | 19,8  | 6,6   | 41,6  |
| Средний суточный максимум, °C                                           | −10   | −8,6  | −1,5  | 9,7  | 19,7 | 25,1 | 26,8 | 24,1 | 18,6 | 8,4   | −2,1  | −8,5  | 8,7   |
| Средняя температура, °C                                                 | −15,1 | −14,4 | −7,3  | 3,9  | 12,7 | 18,3 | 20,2 | 17,6 | 12,1 | 3,6   | −6,4  | −13,2 | 2,7   |
| Средний суточный минимум, °C                                            | −20,1 | −20,1 | −13   | −1,8 | 5,8  | 11,6 | 13,7 | 11,1 | 5,6  | −1,2  | −10,7 | −17,8 | −2,3  |
| Абсолютный минимум, °C                                                  | −46,5 | −42,1 | −34,4 | −21  | −5,5 | −1,1 | 4,1  | 0,1  | −8,9 | −20,4 | −39,9 | −41,2 | −46,5 |
| Норма осадков, мм                                                       | 27    | 25    | 25    | 31   | 47   | 45   | 64   | 52   | 38   | 53    | 40    | 31    | 478   |
| Источник: Средние температуры и осадки, Абсолютные минимумы и максимумы |       |       |       |      |      |      |      |      |      |       |       |       |       |

## Население
| 1959    | 1967    | 1970    | 1979    | 1989    | 1992    | 1996    | 1997    | 1998    | 1999    |
| ------- | ------- | ------- | ------- | ------- | ------- | ------- | ------- | ------- | ------- |
| 28 982  | ↗31 000 | ↗32 487 | ↘31 305 | ↘30 309 | ↗30 600 | ↗30 800 | ↘30 400 | ↘30 300 | ↘30 000 |
| 2000    | 2001    | 2002    | 2003    | 2004    | 2005    | 2006    | 2007    | 2008    | 2009    |
| ↘29 800 | →29 800 | ↘28 551 | ↗28 684 | ↗28 778 | ↘28 744 | ↘28 657 | ↘28 474 | ↗28 535 | ↘28 496 |
| 2010    | 2011    | 2012    | 2013    | 2014    | 2015    | 2016    | 2017    | 2018    | 2019    |
| ↗29 510 | ↘29 489 | ↘29 061 | ↘28 825 | ↘28 493 | ↘28 372 | ↗28 528 | ↗28 735 | ↗28 972 | ↗29 249 |
| 2020    | 2021    |         |         |         |         |         |         |         |         |
| ↘28 974 | ↘25 380 |         |         |         |         |         |         |         |         |

На 1 января 2025 года по численности населения город находился на 573-м месте из 1124 городов Российской Федерации.

### Национальный состав[25]
| национальность | мужчин | женщин | всего  | %    |
| -------------- | ------ | ------ | ------ | ---- |
| русские        | 12 436 | 14 358 | 26 794 | 93,8 |
| немцы          | 272    | 269    | 541    | 1,89 |
| украинцы       | 197    | 187    | 384    | 1,34 |
| белорусы       | 59     | 64     | 123    | 0,43 |
| татары         | 61     | 44     | 105    | 0,37 |
| азербайджанцы  | 44     | 17     | 61     | 0,21 |
| армяне         | 36     | 22     | 58     | 0,2  |
| цыгане         | 1      | 1      | 2      | 0,16 |
| итого:         | 13 427 | 15 124 | 28 551 | 100  |

## Экономика

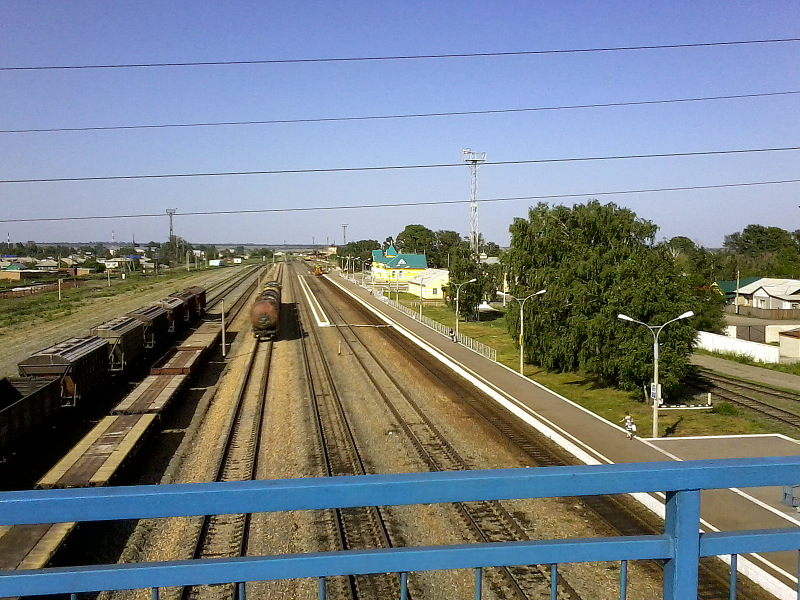
Станция Алейская

Алейск, расположенный среди крупных сельскохозяйственных районов, является центром перерабатывающей промышленности. Действует полный цикл переработки сельхозпродукции. Крупнейшим предприятием является ЗАО «Алейскзернопродукт» имени С. Н. Старовойтова, занимающийся мукомольно-крупяным производством, выработкой растительного масла и комбикормов.
Другие крупные предприятия города:
- ОАО «Алейский мясокомбинат» — производство мясной продукции[26];
- АО «Алейский маслосыркомбинат» — производство молочной продукции и сыра.
- АО Алейская ПМК ОАО «БВС» — производство изделий из бетона для использования в строительстве[27].

## Транспорт
Алейская — станция Алтайского региона Западно-Сибирской железной дороги  Через город проходит автомобильная дорога федерального значения А322 Барнаул — Рубцовск — граница с Республикой Казахстан, являющаяся частью азиатского маршрута AH64 Петропавловск — Барнаул. Общественный транспорт представлен автобусами и маршрутками. С автостанции отправляются автобусы в Барнаул, Рубцовск, Михайловку, Петровку, Шадрино.

## Радиовещание
- 103.5 МГц: «Милицейская волна» + местное вещание «Катунь FM».
- 104.0 МГц: «Дорожное радио».
- 104.6 МГц: «Радио России» + местное вещание ГТРК «Алтай».

## Города-побратимы
Монголия Арвайхээр с марта 2012 года